# Dieter Burger (Politiker)
Dieter Burger (* 9. Juni 1938 in Backnang; † 5. Oktober 2007) war ein deutscher Verwaltungsjurist und Kommunalpolitiker. Von 1977 bis 1993 war er Oberbürgermeister der Großen Kreisstadt Sindelfingen.

## Leben
Burger studierte Rechtswissenschaft an den Universitäten in Tübingen, Hamburg und München. Nach seinem Ersten juristischen Staatsexamen 1961 in Tübingen diente er ab 1965 als Assistent von Otto Bachof am Lehrstuhl für Öffentliches Recht. 1966 promovierte er bei Ludwig Raiser über die Rechtsstellung öffentlicher Unternehmen im Privatrechtsverkehr und legte 1967 in Stuttgart sein Zweites juristisches Staatsexamen ab.
Nach Anstellungen in den Landratsämtern Tübingen und Waldshut trat er 1970 in den Dienst des Regierungspräsidiums Stuttgart, wo er mit Fragen des öffentlichen Planungs- und Baurechts betraut war.
Mit der Wahl zum Bürgermeister und zum ersten Stellvertreter des Oberbürgermeisters von Kornwestheim folgte 1972 der Einstieg in die Kommunalpolitik. 1977 wurde er unterstützt von den Freien Wählern zum Nachfolger von Arthur Gruber in das Amt des Oberbürgermeisters der Stadt Sindelfingen gewählt und gehörte von 1979 bis zu seinem Tod auch dem Kreistag des Landkreises Böblingen an. Dank des hohen Gewerbesteueraufkommens wurden in seiner Amtszeit eine ganze Reihe infrastruktureller Maßnahmen realisiert, so der Bau von Kindergärten und Schulsporthallen, ein „Oktogon“ genannter Neubau für die Galerie der Stadt Sindelfingen sowie ein großzügiger Neubau für die Schule für Musik, Theater und Tanz. Das Neubaugebiet Hinterweil wurde mit weiteren Bauabschnitten fortgeführt, aber ohne eine zunächst projektierte „städtebauliche Dominante“ mit 18 Stockwerken. 1985 wurde Burger in seinem Amt bestätigt; bei seiner Kandidatur für eine dritte Amtszeit unterlag er 1993 Joachim Rücker. Danach war er wieder in seiner Kanzlei als Rechtsanwalt tätig.

## Auszeichnungen
- 1993: Ehrenplakette der Stadt Sindelfingen
- 1994: Bundesverdienstkreuz am Bande